# NGC 2466
NGC 2466 is een spiraalvormig sterrenstelsel in het sterrenbeeld Vliegende Vis. Het hemelobject werd op 20 februari 1835 ontdekt door de Britse astronoom John Herschel.

## Synoniemen
- ESO 59-18
- IRAS 07456-7117
- PGC 21714